# Aimée Antoinette Camus
Aimée Antoinette Camus (L'Isle-Adam, 1897 - 1965) was een Franse botanicus. Ze is zeer bekend omwille van haar studies over orchideeën. Ze schreef er een groot werk over: L'Iconographie des Orchidées d´Europe et du Bassin Méditerranéen.
Camus was de dochter van Edmond Gustave Camus, ook een botanicus. Onder invloed van het werk van haar vader, specialiseerde ze zich in de studie van orchideeën en de anatomie van de planten. Ze werkte geruime tijd met andere botanici, zoals Paul Bergon en Paul Henri Lecomte.
- Bibliothèque nationale de France: cb12327095k (data)
- Author citation (botany): A.Camus
- CiNii: DA11689794
- Stuttgart Database of Scientific Illustrators 1450–1950: 1549
- Gemeinsame Normdatei: 1191135020
- International Standard Name Identifier: 0000 0000 6304 9902
- Library of Congress Control Number: no2008109660
- Base Léonore: 19800035/632/73135
- Nationale Bibliotheek van Tsjechië: xx0213258
- Nationale bibliotheek van Australië: 35232885
- Nationale Bibliotheek van Israël: 987007603770305171
- Nederlandse Thesaurus van Auteursnamen: 102632324
- Réseau des bibliothèques de Suisse occidentale: 02-A003073159
- Système universitaire de documentation: 032192797
- Museum of New Zealand Te Papa Tongarewa: 51506
- Trove: 875151
- Virtual International Authority File: 17293389
- WorldCat: E39PBJfxbbRGgb3hcqwRW6PRKd